# Homolophus betpakdalense
Homolophus betpakdalense is een hooiwagen uit de familie echte hooiwagens (Phalangiidae).